# Спектакль (критическая теория)
Спектакль — центральное понятие теории ситуационизма, разработанное Ги Дебором в его книге «Общество спектакля». Под спектаклем подразумевается «автократическое господство рыночной экономики, которая присоединилась к безответственному суверенитету, и совокупности новых методов управления, которые сопровождали это правление».
Теория спектакля представляет собой развитие теорий Карла Маркса о товарном фетишизме, овеществления и отчуждения в том виде, в каком она была повторена Дьёрдом Лукачем в 1923 году. В обществе спектакля товары управляют рабочими и потребителями, вместо того, чтобы ими управлять; таким образом, индивиды становятся пассивными субъектами, созерцающими овеществлённый спектакль.

## Описание теории
Дебор использует слово «спектакль» для описания общего социального феномена, где все непосредственно пережитое отступает в репрезентацию, описывая его как «отдельный псевдомир, на который можно только смотреть», созданный в результате перегруппировки фрагментарных образов, взятых из каждого аспекта жизни. Это мировоззрение, которое отождествляет человеческую социальную жизнь с явлениями, ведущими к воспринимаемому автономному движению товаров и образов и отрицанию социальной жизни. Но во второй главе «Общества спектакля» Дебор переходит от поверхностно видимой природы спектакля к его материальной стороне, описывая его как результат товарного фетишизма, поскольку производство и потребление товаров колонизирует всю общественную жизнь. Как форма ложного сознания спектакль описывается Дебором как социальное отношение, в котором отчужденные индивиды связаны с социальным целым через зрелищный псевдомир.
Профессор Ханс-Георг Меллер из Университета Макао охарактеризовал спектакль как состоящий из трех теоретических компонентов:
1. Семиотика того, как эффектные изображения соотносятся с реальностью.
2. Политическая экономия, питающая спектакль.
3. Онтология того что действительно истинно в обществе организованном вокруг производства видимости.

### Формы спектакля

#### Концентрированный спектакль
На протяжении всего «Общества спектакля» Дебор описывает спектакль, характерный на Западе, в его рассеянной форме; однако он применяет эту концепцию по отношению к марксистским и фашистским государствам XX века, где существовал аналогичный конфликт между реальностью и изображениями средств массовой информации. Он развивает концепцию «концентрированного зрелища», связанного с концентрированной бюрократией. Дебор также связывает эту форму спектакля со смешанной отсталой экономикой и развитыми капиталистическими странами во времена кризиса. Каждый аспект жизни, такой как собственность, музыка и общение, сконцентрирован и отождествлен с бюрократическим классом. Концентрированное зрелище обычно идентифицирует себя с влиятельным политическим лидером. Концентрированное зрелище становится эффективным благодаря состоянию постоянного насилия и полицейского террора.

#### Диффузный спектакль
Диффузный (или рассеяный) спектакль — это тип спектакля, связанное с развитым капитализмом и товарным изобилием. В диффузном спектакле различные товары конфликтуют друг с другом, не позволяя потребителю потребить все целиком. Каждый товар утверждает себя как единственно существующий и пытается навязать себя другим товарам:
Непримиримые претензии борются за позиции на сцене единого спектакля богатой экономики, а различные «звездные» товары одновременно продвигают противоречивую социальную политику. Автомобильное зрелище, например, стремится к идеальному транспортному потоку, влекущему за собой разрушение старых городских районов, в то время как городское зрелище должно сохранить эти районы как туристические достопримечательности.

-  «Общество спектакля», Ги Дебор.
Диффузный спектакль, по мнению Дебора, более эффективен, нежели концентрированный. Диффузный спектакль действует главным образом посредством соблазнения, тогда как концентрированное зрелище действует преимущественно посредством насилия. По этой причине Дебор утверждает, что рассеянное зрелище более эффективно подавляет незрелые мнения, чем концентрированное зрелище.

#### Интегрированный спектакль
В «Комментариях к Обществу спектакля» (1988) Дебор утверждал, что за два десятилетия, прошедшие после публикации «Общества спектакля», в современных капиталистических странах возникла новая форма зрелища, которая объединяет черты как рассеянного, так и концентрированного зрелища. Дебор утверждает, что это было впервые сделано во Франции и Италии. Согласно Дебору, интегрированный спектакль носит ярлык либеральной демократии. Этот спектакль вводит в состояние постоянной всеобщей секретности, где эксперты и специалисты диктуют мораль, статистику и мнения о спектакле. Терроризм — это выдуманный враг спектакля, который специалисты сравнивают со своей «либеральной демократией», указывая на превосходство последней. Дебор утверждает, что без терроризма интегрированный спектакль не выжил бы, поскольку его нужно с чем-то сравнивать, чтобы показать его «очевидное» совершенство и превосходство.

### Местность

#### Город
Дебор видел в создании пролетариата, коллективно лишенного власти, но собранного в одних и тех же городских пространствах одной и той же капиталистической системой, одно из противоречий капитализма, угрожающее свести его на нет изнутри. Таким образом, капитализм выжил, построив над этим пространством подлинной жизни городское планирование, в котором жизнь доминирует над видением. Для ситуационистов это городское пространство было плодородным для создания ситуаций, а именно через dérive (ситуационистский термин, обозначающий незапланированное путешествие по ландшафту, обычно городскому, в котором участники перестают сосредотачиваться на своих повседневных отношениях с социальной средой).

### Восстановление
Еще в 1958 году в Ситуационистском манифесте Дебор описал официальную культуру как «сфальсифицированную игру», где консервативные силы запрещают подрывным идеям иметь прямой доступ к общественному дискурсу. Такие идеи сначала тривиализируются и стерилизуются, а затем благополучно инкорпорируются обратно в основное общество, где их можно использовать для придания новых оттенков старым доминирующим идеям. Эту технику зрелища иногда называют восстановлением сил.
Чтобы выжить, спектакль должен поддерживать социальный контроль и эффективно справляться со всеми угрозами социальному порядку. Рекуперация, концепция, впервые предложенная Ги Дебором, — это процесс, посредством которого спектакль перехватывает социально и политически радикальные идеи и образы, превращает их в товар и безопасно инкорпорирует обратно в основное общество. в более широком смысле это может относиться к присвоению или кооптации любых подрывных работ или идей основными средствами массовой информации. Это противоположность détournement (интеграция нынешних или прошлых художественных произведений в превосходную конструкцию среды), в котором традиционные идеи и образы реорганизуются и реконтекстуализируются с радикальными намерениями.
Дебор обсуждает тесную связь между революцией, культурой и повседневной жизнью, а также причину, по которой консервативные силы заинтересованы в том, чтобы запретить им «любой прямой доступ к сфальсифицированной игре официальной культуры». Дебор вспоминает, что за Всемирными революционными движениями, возникшими в 1920-е годы, последовал «отлив движений, пытавшихся продвинуть освободительное новое отношение в культуре и повседневной жизни», и что такие движения были доведены до «полной социальной изоляции».